# Godescalc (kopiist)

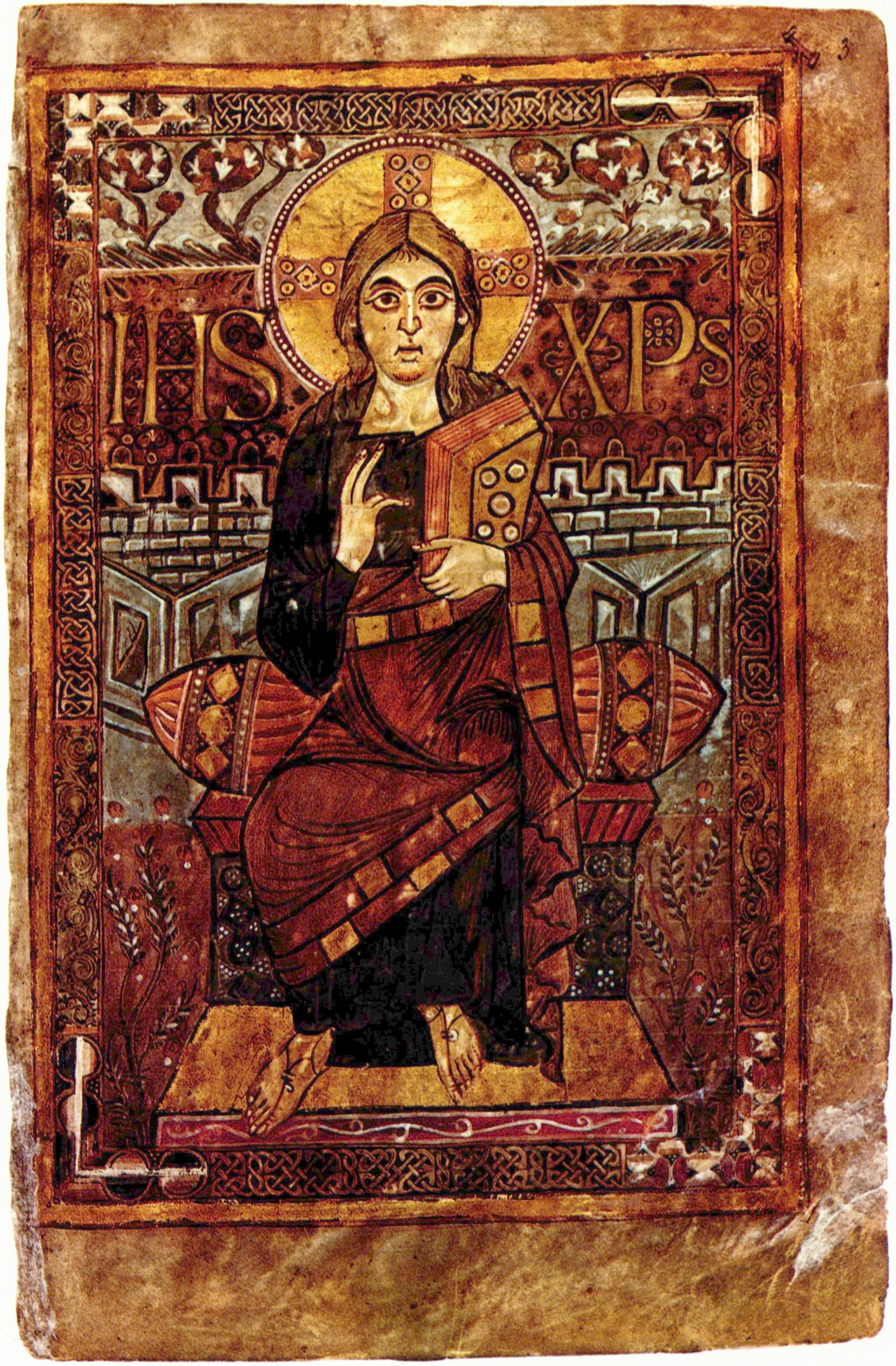
Godescalc-evangelistarium, Majestas Domini

Godescalc was een Frankische kopiist die zich bekendmaakt in zijn dedicatiegedicht in het Godescalc-evangelistarium, geschreven aan de hofschool van Karel de Grote tussen 781 en 783.
In het gedicht op de folia 126v-127r schreef Godescalc zelf dat Karel de Grote en zijn vrouw Hildegard hem de opdracht gaven om het evangelistarium te schrijven. De reis in 781 van Karel naar Italië, waarbij Godescalc aanwezig was, wordt ook in het gedicht vermeld. Tijdens die reis werd Karels zoon Karloman door Hadrianus gedoopt in het baptisterium van Sint-Jan van Lateranen in Rome.
Na het schrijven van het evangelistarium is hij nergens meer gedocumenteerd. Volgens Nees is Godescalc mogelijk de diaken die vóór 787 voor bisschop Agilfridus te Luik werkte en voor hem in gouden letters een Vita van Sint Lambertus schreef, dat ondertussen verloren is gegaan. Ook zou hij de schilder kunnen zijn van de vier miniaturen in de Egino Codex geschreven in 796 voor Eginus, de toenmalige bisschop van Luik. Nog steeds volgens Nees zouden ook twee evangelistenportretten in het Evangeliarium van Livinus, waarschijnlijk afkomstig uit de Sint-Amandsabdij, ook van de hand van Godescalc of een door hem opgeleide miniaturist kunnen zijn.
Het is niet zeker dat Godescalc naast het schrijven van de tekst ook instond voor de verluchting en de miniaturen, maar dat wordt nergens vermeld. De meeste kunsthistorici gaan er in hun besprekingen van uit dat dit wel degelijk het geval was.